# Beans On Toast

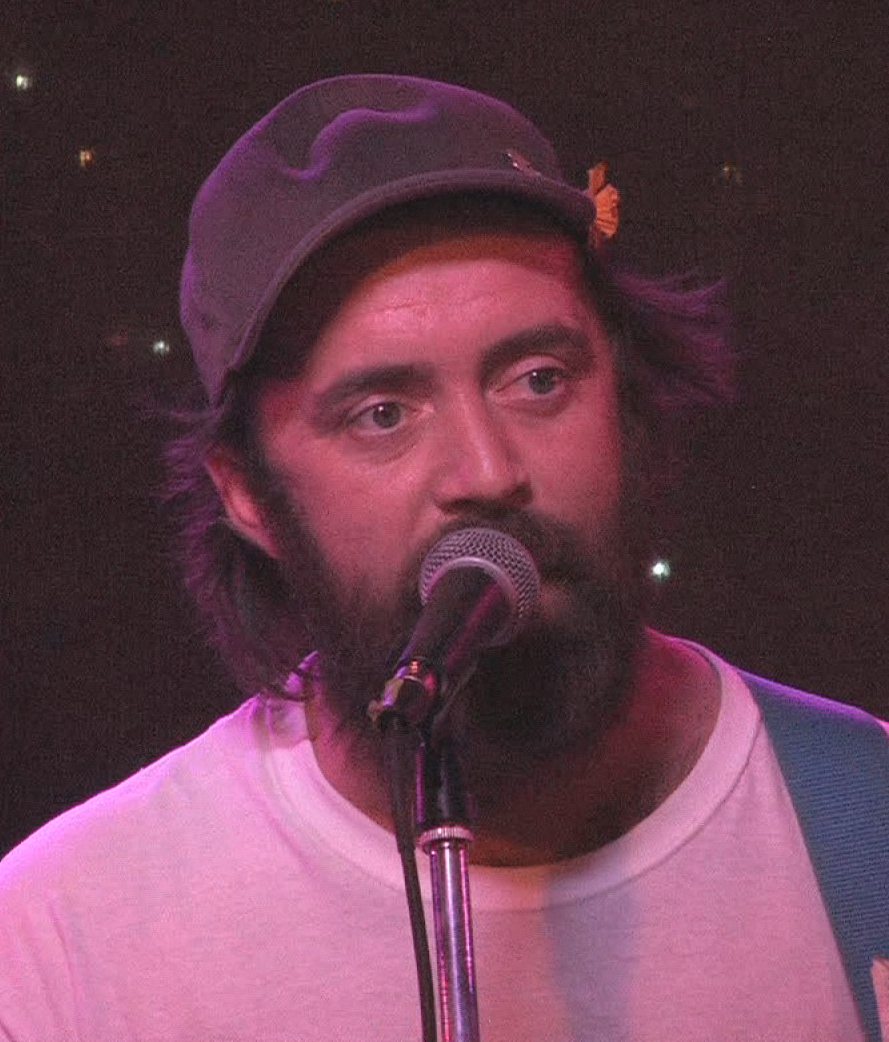
Knuckleheads Saloon in Kansas City, Missouri 2015

Beans On Toast (bürgerlich Jay McAllister; * 1. Dezember 1980 in Braintree, Essex, England) ist ein britischer Folk-Sänger. Seine Songs drehen sich oft um die Themen Politik, Drogen und Liebe. Beans On Toast hat zehn Studioalben veröffentlicht und bringt traditionell jedes Jahr am 1. Dezember, McAllisters Geburtstag, eine neue Platte heraus.

## Karriere
Jay McAllister wurde am 1. Dezember 1980 geboren. Er begann seine Karriere als Sänger der alternativen Rockband Jellicoe und startete nach der Trennung der Band 2005 eine Solokarriere.
Beans On Toast tritt seit 2007 jedes Jahr beim Glastonbury Festival auf. 2008 unterstützte er Kate Nash im Londoner Hammersmith Apollo, bevor er 2009 sein Debüt-Doppelalbum Standing On A Chair mit 50 Titeln veröffentlichte.
Zusammen mit Ian Grimble produzierten Beans On Toast 2010 den Nachfolger Writing on the Wall. Beide Alben wurden gut aufgenommen und erhielten positive Kritiken in der Sunday Times und im Mirror. Es gab erste größere Touren.
Das dritte Album von Beans On Toast, Trying to tell the Truth, wurde 2011 veröffentlicht und von Frank Turner produziert, wobei Beans On Toast im April 2012 als Support-Act für Turners ausverkaufte Show in der Wembley Arena fungierte.
Ein viertes Studioalbum, Fishing for a Thank You, wurde 2012 von Lee Smith und Jamie Lockhart veröffentlicht.
Im Jahr 2014 traten Beans On Toast in einer Woche vor über 100.000 Zuschauern auf, als sie Frank Turners UK-Stadiontournee eröffneten. Im selben Jahr startete er seine erste Amerika-Tournee und spielte Headliner-Shows sowie mehrere Dates mit der irisch-amerikanischen Punkband Flogging Molly. Eine limitierte 10-Zoll-Edition wurde in Großbritannien mit dem Titel Best of Toast Pressed on a Vinyl für den Record Store Day 2014 im April veröffentlicht. Dies führte zu einem sechsten Studioalbum, The Grand Scheme of Things, gefolgt von einer UK-Tournee.

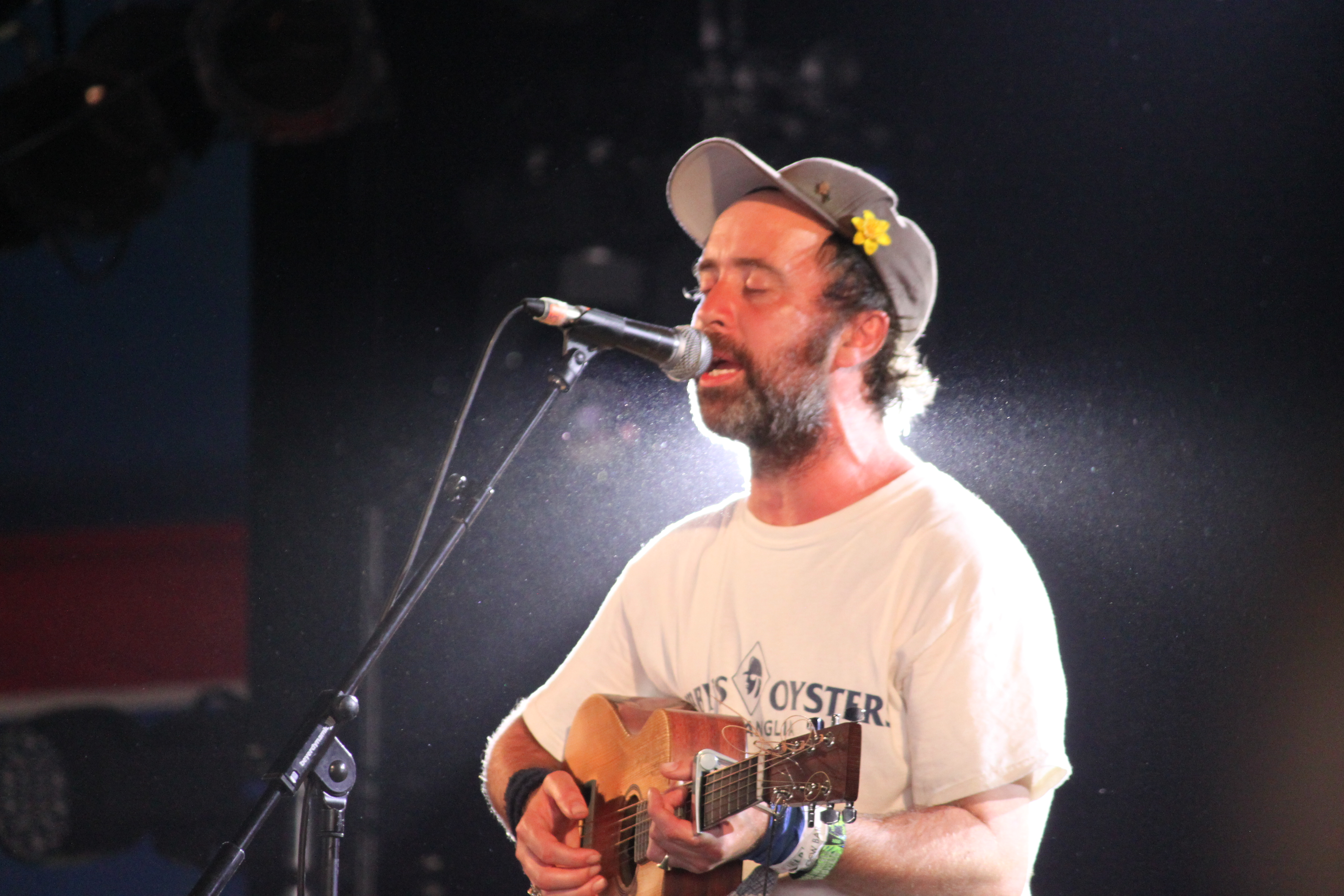
Glastonbury Festival 2019

2015 tourte Beans On Toast durch Großbritannien und die USA und spielten einmalige Shows in den Niederlanden, Deutschland und Südamerika. Er begann das Jahr mit einer Tournee durch Amerika, bevor er für eine „Off the Road“-Tour nach Großbritannien zurückkehrte und kleinere Veranstaltungsorte in Großbritannien besuchte. Beans On Toast tourte auch während der Festivalsaison. Mitte September folgte er seinem langjährigen Freund und Produzenten Frank Turner auf seiner Headliner-Tour durch Amerika. Im Dezember 2015 veröffentlichten Beans On Toast ein siebtes Album, Rolling Up A Hill, aufgenommen in Kansas mit Truckstop Honeymoon.
Im Jahr 2016 beendete Beans On Toast erneut seinen üblichen Tourplan, darunter Nordamerika, zwei UK-Touren und eine Reihe anderer Shows weltweit. Auf seiner Haupttour durch Großbritannien im November und Dezember hatte er zwei Hauptsupport-Acts, SkySmeed, einen amerikanischen Country-Sänger, und Tensheds, ein Piano-Bashing-Duo. Am 1. Dezember veröffentlichte er sein achtes Album A Spanner in the Works, das an einem Wochenende auf einem Laptop aufgenommen wurde und sich von einem typischen Beans On Toast-Album entfernte, bei dem keine Gitarre verwendet wurde, außer auf dem Track "2016", einem der Singles aus dem Album.
Am 1. Dezember 2017 veröffentlichte Beans On Toast sein neuntes Studioalbum Cushty, 2018 folgte sein erstes Buch Drunk Folk Stories, eine Sammlung von zehn kurzen Geschichten aus dem wahren Leben über Songwriting, Reisen und Trinken.
A Bird in the Hand aus dem Jahr 2018 war das zehnte Studioalbum von Beans, das von Ben Lovett in den Londoner Church Studios produziert wurde. Das Album konzentriert sich stark auf die Geburt seiner neugeborenen Tochter, die Auseinandersetzung mit Familie, Liebe und der Welt vor der eigenen Haustür.
Am 31. Juli 2019 kündigte Beans sein 11. Studioalbum, The Inevitable Train Wreck am.
Beans hat 2020 4 Singles veröffentlicht, die sich auf und um die COVID-19-Pandemie konzentrieren, mit den Titeln „Strange Days“, „Human Contact“, „Chessington World Of Adventures“ und „Glastonbury Weekend“.

## Diskographie

### Studioalben
- Standing on a Chair (2009)
- Writing on the Wall (2010)
- Trying To Tell The Truth (2011)
- Fishing for a Thank You (2012)
- Giving Everything (2013)
- The Grand Scheme Of Things (2014)
- Rolling Up The Hill (2015)
- A Spanner in the Works (2016)
- Cushty (2017)
- A Bird in the Hand (2018)
- The Inevitable Train Wreck (2019)
- Knee Deep in Nostalgia (2020)
- The Unforseeable Future (2020)
- Survival of the Friendliest (2021)

### Compilations
- Rock Against Malaria (2009) Eunuch Records
- Live at Scala (2013)
- Best of Toast Pressed on Vinyl (2014)